# Gray Matters
Pour plus de détails, voir Fiche technique et Distribution.
Gray Matters ou L'Âme Sœur au Québec est une comédie romantique américaine réalisée par Sue Kramer en 2006. Le film a été présenté au Festival international du film des Hamptons de 2006 aux États-Unis, et a conclu le Festival international du film de Santa Barbara (Californie) en 2007.

## Synopsis
Ils complètent les phrases l’un de l’autre, ils dansent comme Fred et Ginger et habitent un loft au centre-ville. Le couple parfait ? Pas vraiment. Frère et sœur, Gray et Sam sont si complices qu'ils forment un couple pour la plupart des gens. Embarrassés, ils décident d'un commun accord de remédier à la situation. Sam trouvera un amoureux à Gray et cette dernière dénichera une compagne pour son frère. Mais lorsque Sam découvre la perle en Charlie, la vie de Gray bascule subitement.

## Fiche technique
- Titre : Gray Matters
- Titre québécois : L'Âme Sœur
- Réalisation : Sue Kramer
- Décors : Linda Del Rosario, Richard Paris
- Photo : John S. Bartley
- Montage : Wendey Stanzler
- Musique : Andrew Hollander
- Pays de production : États-Unis
- Langue : anglais
- Genre : comédie romantique
- Format : Couleurs - Son Dolby numérique
- Durée : 96 minutes
- Date de sortie :
  - États-Unis : 2006

## Distribution
- Heather Graham (VF : Dorothée Jemma ; VQ : Lisette Dufour) : Gray
- Thomas Cavanagh (VQ : François Godin) : Sam
- Bridget Moynahan (VQ : Hélène Mondoux) : Charlie
- Molly Shannon (VQ : Marie-Andrée Corneille) : Carrie
- Alan Cumming (VQ : Antoine Durand) : Gordy
- Sissy Spacek (VQ : Claudine Chatel) : Sydney
- Rachel Shelley (VQ : Mélanie Laberge) : Julia Barlett

Source et légende : Version québécoise (VQ) sur Doublage Québec